# Râul Leleștilor
Râul Leleștilor este un curs de apă, afluent al râului Someșul Mare. 